# Cytospora pustulata
Cytospora pustulata är en svampart som beskrevs av Sacc. & Roum. 1882. Cytospora pustulata ingår i släktet Cytospora och familjen Valsaceae.   Inga underarter finns listade i Catalogue of Life.